# Denis Allchurch
Pour les articles homonymes, voir Allchurch.
Denis Arthur Allchurch, né en 1953, est un homme politique provinciale canadien.
Il a été député du parti saskatchewanais de l'Assemblée législative de la Saskatchewan de 1999 à 2011, représentant la circonscription de Shellbrook-Spiritwood de 1999 à 2003 et de Rosthern-Shellbrook de 2003 à 2011.
Le Jeudi 3 mars 2011, Denis a perdu sa nomination du parti de sa circonscription. Au nouveau Scott Moe, un homme d'affaires de Shellbrook, qui sera candidat pour la course des élections saskatchewanaise du lundi 7 novembre 2011. Les nominations pour siéger comme député sont considérées comme de rares évènements.